# Knight's Armament Company PDW
A Knight's Armament Company 6x35mm PDW é uma arma de defesa pessoal experimental projetada pela Knight's Armament Company (KAC), utilizando um novo cartucho de 6 mm otimizado para armas de cano curto. Uma variante que utiliza munição .300 AAC Blackout também está disponível.
Como em todas as armas de defesa pessoal, a KAC PDW foi planejada para ser compacta e leve (semelhante a submetralhadoras), mas tem um alcance efetivo mais longo (até os alcances mais baixos dos fuzis de combate, 250–300 m).

## Design
A KAC PDW combina, em seu design, componentes novos e já existentes. A armação inferior, contendo o conjunto do carregador e do gatilho, é fundamentalmente uma armação inferior do rifle M16, porém encurtada, o que torna os controles operacionais básicos familiares a muitos usuários em potencial.
O cartucho, armação superior e mecanismo operacional são todos novos designs da KAC.
A KAC PDW utiliza uma coronha completamente rebatível, ao contrário dos designs da M4 e M16, que têm sua principal mola de operação em um tubo na coronha e, portanto, podem apenas parcialmente retrair e não dobrar de lado.
A KAC PDW é 10 polegadas (254 mm) mais curta (19,5" vs. 29,8" com coronhas dobradas) e mais de 0,4 kg mais leve (2,04 kg vs. 2,85 kg) do que a carabina M4 atualmente em serviço, e o cano tornou-se mais leve com um novo processo de ondulações.
A KAC PDW possui dois pistões a gás que extraem gás quente do cano para operar seu mecanismo, localizados nos lados superior esquerdo e direito do ferrolho. A mola principal está localizada na parte superior, entre os dois pistões a gás.

## Munição
A KAC PDW dispara o cartucho 6x35mm, um centímetro menor que o cartucho militar padrão 5,56x45mm NATO. O projétil 6mm é um pouco mais largo, e o projétil padrão 6x35mm, um pouco mais pesado que o projétil padrão 5,56mm (65 grãos (4,2 g) versus 62 grãos (4 g)).
Disparado de um cano de 10 polegadas (254 mm), a KAC afirma que o cartucho 6x35mm atinge uma velocidade de saída de 750 m/s, um pouco mais rápido que a velocidade de um cartucho 5,56mm disparado de um cano igualmente curto. O cartucho 6mm, mais curto e de diâmetro maior, é otimizado para esses comprimentos de cano mais curtos e teria um desempenho menos eficiente a partir de canos de comprimentos de fuzil. A energia de saída do projétil é de 1.127 J versus a de um projétil 5,56mm, de 1.074 J, novamente do mesmo cano padrão de 10 polegadas.
Existe uma discrepância entre a velocidade reivindicada pela Knight para a munição 5,56mm SS109 NATO de 62 grãos (4 g) disparada de um cano Colt Commando de 10 polegadas (254 mm) (730 m/s, energia de 1.074 J) e outras velocidades de saída indicadas por outras fabricantes de M16 (801 m/s, 1,290 J). De qualquer forma, as energias e velocidades são aproximadamente comparáveis.

## História
A arma foi formalmente introduzida no 2006 NDIA Small Arms Symposium em Albuquerque, Novo México. Amostras foram apresentadas a alguns escritores no 2006 SHOT Show. As únicas KAC PDWs encomendados pelo governo dos EUA eram para o Serviço Secreto dos Estados Unidos. Eles foram os únicos a encomendar esta arma.